# Šibi kagan
Šibi kagan, Serbi kagan ali Sibir kagan ([turško Şipi Kağan, kitajsko: 始畢可汗; pinjin: Šǐ bì kè hán) je bil od leta 609 ali 611 do 619 kagan Vzhodnega turškega kaganata, * ni znano, † 619.  

## Vladanje
Na prestol je prišel leta 609 ali 611 po smrti Jami kagana in od leta 613 do 615 aktivno podpiral upore na Kitajskem.
Pei Ju, diplomat in politik v službi dinastije Sui, se je bal, da bo kagan postal tako močan, da ga bo težko nadzirati, zato je predlagal cesarju Jangu, naj ponudi svojo hčer za ženo kaganovemu bratu Ašina Čiju (阿史那叱吉). Ženin je poroko iz strahu odklonil. Cesar se je kaganu že prej zameril, ko je ponudil srečanje s kaganovim strategom  Šišuhujem (史蜀胡), potem pa ga je ubil, češ da se je nameraval upreti kaganu. Šibi kagan je vedel, da je bila obtožba lažna, in se je odločil upreti Suiju. 
Jeseni leta 615, ko je cesar Jang obiskal poveljstvo Janmena na severni meji cesarstva, je kagan nenadoma napadel in zasedel veliko kitajskih naselij. Cesarja je kaganova žena princesa Jičeng opozorila na napad in je z družino in spremstvom pobegnili v trdnjavo v današnjem Daihsianu. Tam ga je 11. septembra začela oblegati kaganova vojska. Cesar se je z nekaj tisoč elitnimi vojaki nameraval prebiti iz obroča, vendar so mu to odsvetovali. Namesto tega je poslal glasnike k princesi Jičeng, ki je vladala v moževi odsotnosti. Princesa je kagana lažno obvestila, da je kaganat napaden s severa in kagan je prekinil obleganje. 
Med kasnejšimi pretrei med Jangdijevo vladavino je Šibi kagan podpiral  različne lokalne vojskovodje na severozahodu Kitajske, ki so zahtevali naslov cesarja, vključno z Li Juanom, ki je nato ustanovil dinastijo Tang. Kagan je Liju priskrbel 2000 konj in 500 konjenikov, ki so igrali ključno vlogo v zgodnjih zmagah Tangov, vključno z bitko pri Huojiju. 
Kasneje je podprl tudi Liang Šiduja in ga najprej povzdignil v kagana (大度毗伽可汗) ter mu podaril prapor z volčjo glavo, simbolom Tujue. Liang je vodil Šibi kaganovo vojsko, da je zasedle del puščave Ordos. Liang Šidu je kasneje ustanovil državo Liang in sebe razglasil za njenega cesarja. 
Podprl je tudi Liu Vužuja, ki je zbral približno 10.000 vojakov in se razglasil za guvernerja. Ko sta ga napadla Čen Šiaoji (陳孝意) in Vang Žiibian (王智辯) iz bližnjega Janmena, je udaril nazaj in Vanga ubil, Čena pa prisilil v beg. Zavzel je Loufan in izropal cesarjevo palačo Fenjang (汾陽宮). Palačne dame je poslal za darilo kaganu in v zameno dobil konje.  
Jeseni 617 se je cesarju uprl Li Juan, ki je podpiral cesarjevega vnuka, princa Daija. Poskušal je dobiti podporo Šibi kagana in mu obljubil, da bo osvojeno ozemlje pripadlo Tangu, ves naropan denar, svila in zlato pa bi pripadli kaganu.  Šibi kagan je bil s ponudbo zadovoljen in čeprav ni bil povsem pripravljen podpreti Li Juana, mu je kljub temu poslal svojega generala Kangčiaolija Tegina (康鞘利) z 2000 možmi, da spremlja Liuja nazaj na jug, Li Juanu pa je dal 1000 konj. Za spremljevalca vojske Tangov je bil imenovan kaganov brat Ašina Čidži (阿史那叱吉). 
Leta 618 se je kaganu podredil Žang Cangšun (张长逊), poveljnik okrožja Vujuan, in postal Koli Tegin.
Spomladi 618 je kagan poslal v cesarstvo Tang svojega veleposlanika Kutluga Tegina (骨咄禄特勤).
Februarja 619 je kagan načrtoval velik napad na kitajsko ozemlje in Liu Vužu se mu je pridružil. Ko je prodrl na ozemlje Šia, se mu je pridružil tudi Liang Šidu. Kagan je med pohodom v bližini Taijuana umrl. 

## Družina
Šibi kagan je bili oče 
- Ašina Šibobija (阿史那什钵苾) in
- Ašina Čie-še-šuaja.

## Vir
- Xiong, Victor Cunrui (2006), Emperor Yang of the Sui Dynasty: His Life, Times, and Legacy, Albany: State University of New York Press, ISBN 9780791482681.

| Šibi kagan Klan Ašina  |                                           |                       |
| Predhodnik: Jami kagan | Kagan Vzhodnega turškega kaganata 611–619 | Naslednik: Čulo kagan |